# Pratique rituélique du taoïsme populaire
 (novembre 2023).
La mise en forme du texte ne suit pas les recommandations de Wikipédia : il faut le « wikifier ».
Les points d'amélioration suivants sont les cas les plus fréquents. Le détail des points à revoir est peut-être précisé sur la page de discussion.
- Les titres sont pré-formatés par le logiciel. Ils ne sont ni en capitales, ni en gras.
- Le texte ne doit pas être écrit en capitales (les noms de famille non plus), ni en gras, ni en italique, ni en « petit »…
- Le gras n'est utilisé que pour surligner le titre de l'article dans l'introduction, une seule fois.
- L'italique est rarement utilisé : mots en langue étrangère, titres d'œuvres, noms de bateaux, etc.
- Les citations ne sont pas en italique mais en corps de texte normal. Elles sont entourées par des guillemets français : « et ».
- Les listes à puces sont à éviter, des paragraphes rédigés étant largement préférés. Les tableaux sont à réserver à la présentation de données structurées (résultats, etc.).
- Les appels de note de bas de page (petits chiffres en exposant, introduits par l'outil «  Source ») sont à placer entre la fin de phrase et le point final[comme ça].
- Les liens internes (vers d'autres articles de Wikipédia) sont à choisir avec parcimonie. Créez des liens vers des articles approfondissant le sujet. Les termes génériques sans rapport avec le sujet sont à éviter, ainsi que les répétitions de liens vers un même terme.
- Les liens externes sont à placer uniquement dans une section « Liens externes », à la fin de l'article. Ces liens sont à choisir avec parcimonie suivant les règles définies. Si un lien sert de source à l'article, son insertion dans le texte est à faire par les notes de bas de page.
- La présentation des références doit suivre les conventions bibliographiques. Il est recommandé d'utiliser les modèles {{Ouvrage}}, {{Chapitre}}, {{Article}}, {{Lien web}} et/ou {{Bibliographie}}. Le mode d'édition visuel peut mettre en forme automatiquement les références.
- Insérer une infobox (cadre d'informations à droite) n'est pas obligatoire pour parachever la mise en page.

Pour une aide détaillée, merci de consulter Aide:Wikification.
Si vous pensez que ces points ont été résolus, vous pouvez retirer ce bandeau et améliorer la mise en forme d'un autre article.
 

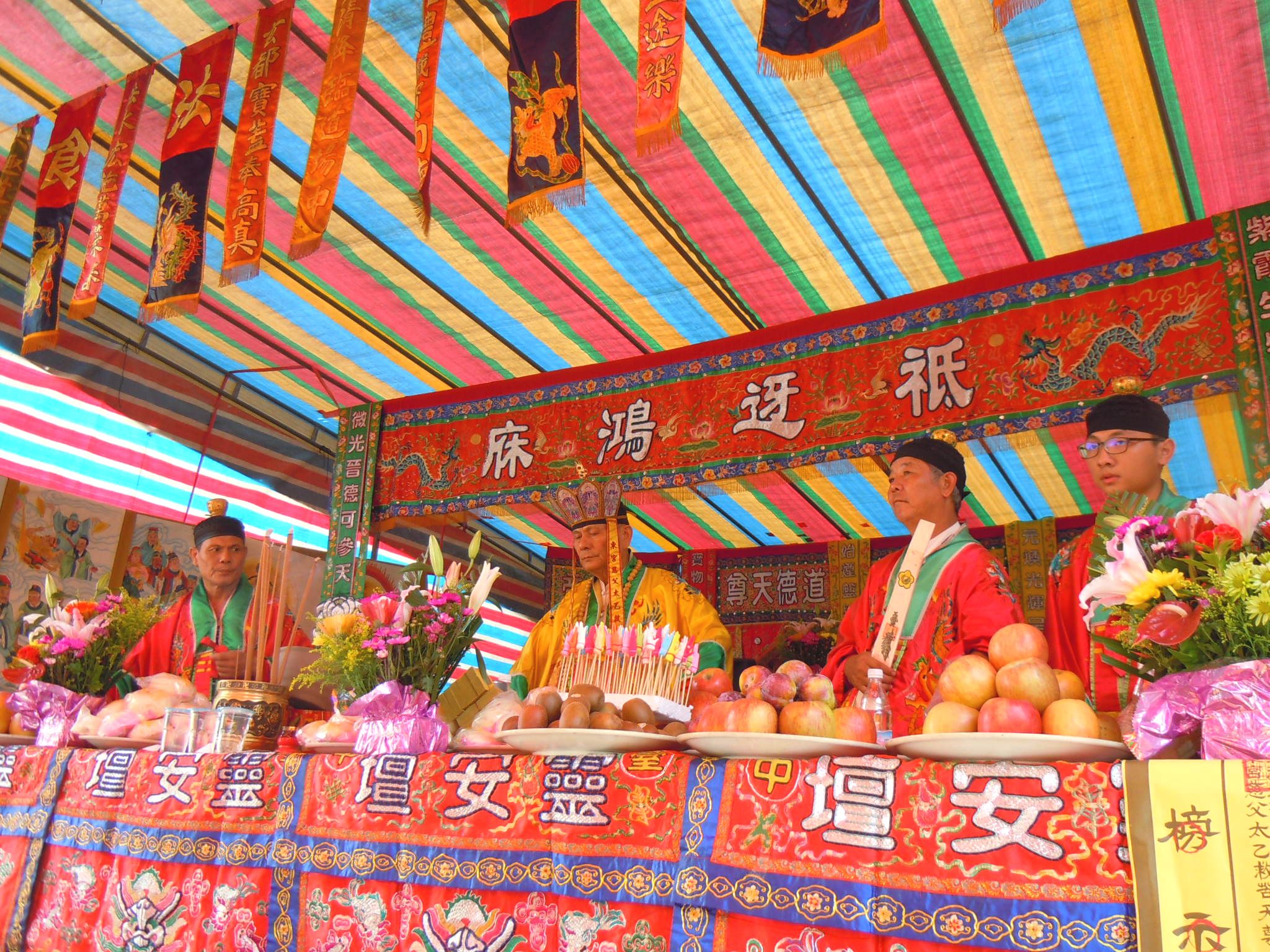
Une cérémonie dirigée par un fashi à Taichung, Taiwan.

Les traditions de maîtrise des rituels chinois, également appelées enseignements rituels (Chinois 法教 fǎjiào, parfois rendu par « faisme »),, ou taoïsme populaire (民间道教; Mínjiàn Dàojiào), ou encore taoïsme rouge (principalement dans l'est de la Chine et à Taiwan), constituent un vaste groupe qui rassemble des ordres chinois d'officiants des rituels. Ils opèrent au sein de la religion populaire chinoise, mais en dehors des institutions du taoïsme officiel. Les « maîtres des rites », appelés fashi (法師), sont également connus dans l'est de la Chine sous le nom de hongtou daoshi (紅頭道士), signifiant prêtre du Tao à « tête rouge» ou à « chapeau rouge » daoshi signifiant (« maîtres du Tao »). Ils s'opposent aux wutou daoshi (烏頭道士), prêtres du Tao à « tête noire » ou à « chapeau noir » du taoïsme Zhengyi qui étaient historiquement ordonnés par le Maître Céleste.
Le taoïsme de Zhengyi et le faïsme sont souvent regroupés sous la catégorie de « traditions rituelles daoshi et fashi » (道法二門道壇</link>). Bien que les deux types de prêtres aient les mêmes rôles dans la société chinoise – en ce sens que les deux peuvent se marier et accomplir des rituels pour les temples des communautés ou les maisons privées – le daoshi de Zhengyi met l'accent sur la tradition taoïste, distinguée de la tradition vernaculaire des fashis,.
Les maîtres des rituels peuvent être des pratiquant de la possession du tongji, de la guérison, de l'exorcisme et des rituels jiao (bien qu'historiquement ils aient été exclus de l'accomplissement de la liturgie jiao). Les seuls qui soient considérés comme chamanes (wu) sont les fashis de l'école de Lushan.

## Les fashis

Le symbole du Taijitu est souvent utilisés dans les traditions des maîtres des rituels.

Les maîtres des rituels (法師 fashi ) sont définis, par opposition aux prêtres taoïstes formellement ordonnés, comme étant:

« Des pratiquants laïcs en dehors des organisations formelles et dont les lignées sont basées sur une vocation plutôt que sur l'hérédité. Ils vivent au sein des communautés ou parmi les familles auxquelles ils offrent leurs services. Ils se déplacent à travers les villages et les villes du pays, effectuant des exorcismes, établissant des protections et réalisant des guérisons parmi la population. »

Sarah Coakley (Université de Cambridge ) distingue les fashi comme étant « cataphatiques » (à caractère remplissant) par opposition aux taoïstes qui seraient « kénotiques » (à caractère vidant). Elle les relie à d'autres religions indigènes sino-tibétaines :

« Ces pratiques ressemblent à des textes et à des visualisations taoïstes, mais elles ne sont pas vraiment taoïstes. Autrement dit, elles ne sont pas de nature kénotique ou d'abandon de soi, mais plutôt cataphatiques, c'est-à-dire qu'elles se remplissent avec des esprits mineurs et des phénomènes naturels locaux. Bien que les chercheurs et les sources officielles chinoises cataloguent souvent ces pratiques comme étant "taoïstes" en raison de l'utilisation de textes, de symboles et d'icônes taoïstes, en réalité, elles peuvent être appelées de différentes manières. Ces pratiques peuvent (mais pas toujours) inclure ce qui est appelé le taoïsme "à tête rouge" (« hung-tou »), les rituels des peuples Yao, Miao, Na-hsi, Moso et bon tibétains, ainsi que les rites Ngapa ou Ngawa des conjurateurs tibétains dans certaines parties de l'Amdo. [...]
Bien que les incantations de mantras et les symboles de mudra utilisés par les experts taoïstes et par les religieux populaires soient souvent similaires, voire identiques, l'objectif et l'effet physique sur le corps sont différents. L'objectif taoïste de l'abandon de soi et du développement de la paix par la méditation traditionnelle se distingue des rites populaires qui eux invoquent des esprits violents, exorcisent des démons maléfiques et tentent de contrôler les éléments tels que le vent, la pluie, la grêle, la neige et d'autres forces de la nature. L'apophase ou le "vide" permet de distinguer la pratique véritablement taoïste des rites cataphatiques ou "remplissants" exécutés par un médium, un chaman, un oracle ou un prêtre populaire. »

Les fashis sont connus sous différents noms dans toute la Chine. Parmi les noms courants on trouve : « officiers des rituels » (faguan) comme ils se nomment parfois eux-mêmes ou encore prêtres taoïstes « à tête rouge » (紅頭道士 Hongtou Daoshi). Il existe également des appellations locales, dans la province du Guizhou, on trouve par exemple : « seigneurs orthodoxes » (duangong ), « maîtres de l'autel » (zhangtanshi) ou encore « maîtres de la terre » (tulaoshi).
Les fashis sont également en concurrence avec d'autres ordres qui proposent des services similaires : moines et maîtres tantriques sous l'égide du bouddhisme et médium tongji.
La différence entre les maîtres des rituels et les médiums des divinités est qu'au lieu d'être soumis aux dieux territoriaux comme les médiums, les maîtres rituels peuvent mobiliser les pouvoirs des divinités locales.

## Les Ordres taoïstes rouges

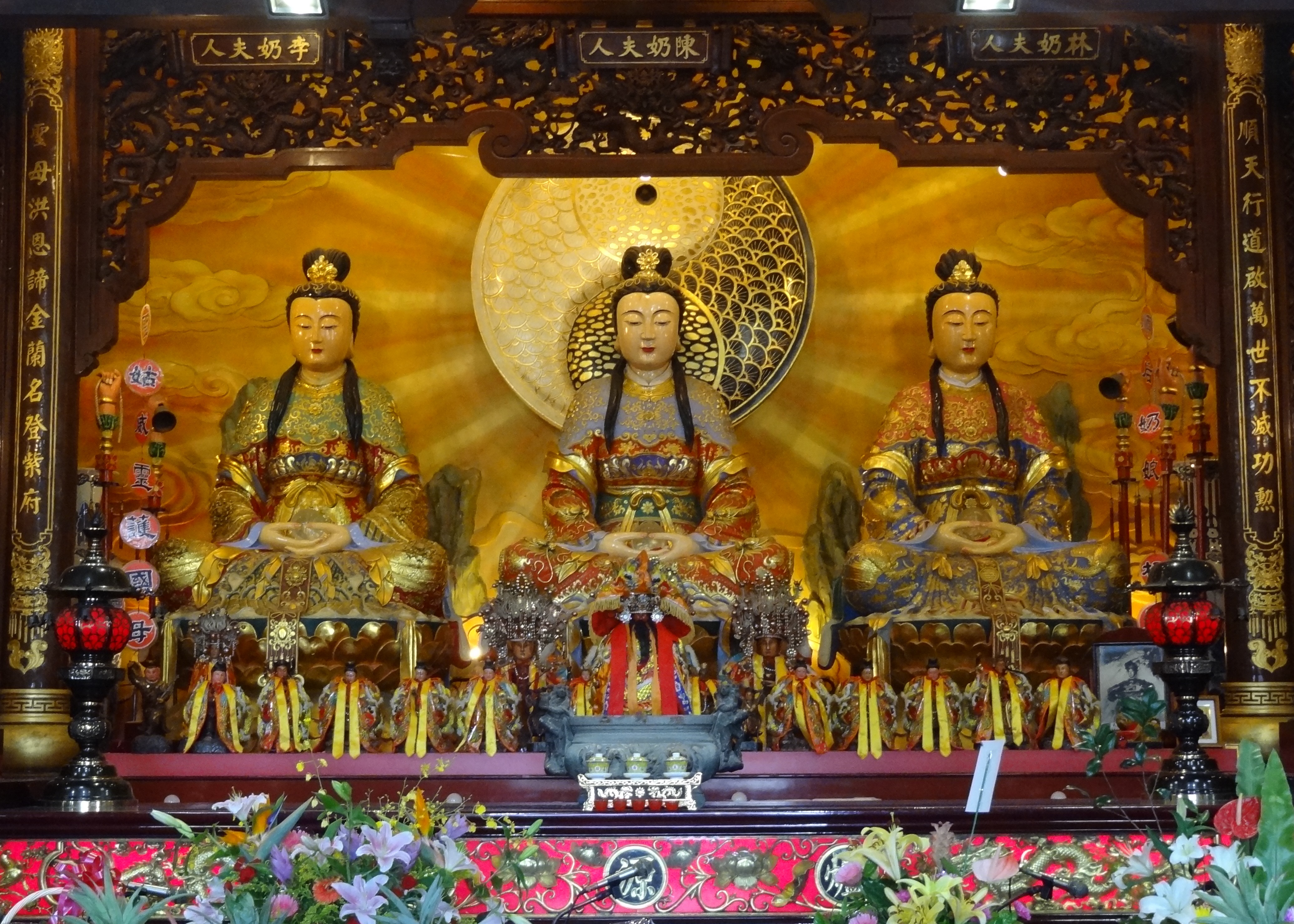
La Dame du Bord de l'Eau et ses deux assistantes, Lin Jiuniang et Li Sanniang, au Temple de l'Harmonie Céleste de l'école Lushan à Luodong, dans le comté de Yilan à Taiwan.

### L'École de Lushan
L'école de Lushan (Mont Lu) (閭山派; Lǘshān pài, aussi appelée 閭山教 Lǘshān jiào, ou 閭山法教 Lǘshān fǎjiào), est également connue sous le nom d'école Sannai (三奶教 Sānnǎi jiào). Elle est présente au Fujian, dans le sud du Zhejiang et à Taiwan. Elle est très active de nos jours et est liée au culte de la déesse Chen Jinggu (静姑娘 jìng gūniáng, Jeune Demoiselle tranquille, aussi connue sous le titre 临水夫人 Línshuǐ Fūrén, la Demoiselle du Bord de l'Eau), très populaire dans la même région. Elle est également liée au culte de la déesse Wang Lao mu (王老母 Wáng Lǎo Mǔ) et est en rivalité avec le taoïsme Maoshan.
La tradition présente des similitudes avec les traditions rituelles Yao et Zhuang et a incorporé des éléments du Tantra, tels que l'utilisation des mudras et du vajra. Les fashis de l'école Lushan exécutent des rituels en tant que chef des troupes célestes en invoquant les « Trois Dames » (sannai) : Chen Jinggu et ses deux disciples, Lin Jiuniang et Li Sanniang. Bien que les fashis de Lushan soient des hommes, lors de leurs représentations, ils portent la jupe rouge rituelle de Chen Jinggu et une couronne ou une coiffe sur laquelle sont peints les mots « Trois dames ». Les fashi de Lushan pratiquent également un rite de voyage astral chamanique appelé « traversée des routes et des cols » (guo luguan).

### L'école Pu'an
L'école Pu'an (普唵派; Pǔǎn pài) est présente dans le centre-ouest du Fujian, dans le sud du Jiangxi et à Taiwan. La figure historique du moine bouddhiste Pu'an est vénérée par les pratiquants comme leur « maître fondateur » (Zushi). Leurs textes, rituels et iconographie intègrent des thèmes tantriques adaptés dans un style taoïste et contiennent des éléments des traditions Zhengyi et Lushan.

### L'École Xujia
L'école Xujia (徐甲派; Xújiǎ pài) est une autre tradition de maîtres des rituels.

## Les ordres du Nord
- Yuehu 樂戶[12]
- Les maitres de cérémonie Zhuli 主禮[13]
- Shenjia 神家, il s'agit de familles de spécialistes qui ont hérité de pratiques du culte rendu à certains dieux et de rites[14].
- Les Maîtres Yinyang ou maîtres Fengshui, se réfèrent aux écrits de la tradition Lingbao[15].